# Чжан Цзо
Чжан Цзо (спрощ.: 张祚; кит. трад.: 張祚; піньїнь: Zhāng Zuò; помер 355) — п'ятий правитель Ранньої Лян періоду Шістнадцяти держав.

## Життєпис
Був старшим сином Чжан Цзюня. Коли його брат, Чжан Чунхуа, зійшов на престол, то він цілковито довіряв старшому брату, і тривалий час вважав, що той буде регентом при його спадкоємці Чжан Яоліні. 353 року, коли Чжан Чунхуа занедужав, він однак вирішив призначити регентом генерала Се Ая, втім Чжан Цзо перехопив той наказ, і замість цього підробив наказ про призначення регентом самого себе. Після смерті Чжан Чунхуа престол формально зайняв 9-річний Чжан Яолін, утім реальна влада опинилась у руках Чжан Цзо.
Заручившись підтримкою матері Чжан Чунхуа, Чжан Цзо 354 року повалив Чжан Яоліна і сам зайняв трон. Невдовзі він вчинив так, як не наважувались вчинити його попередники: офіційно відмовився від літочислення імперії Цзінь і запровадив власне. Також, відповідно до деяких джерел, він проголосив себе імператором.
Невдовзі цзіньський генерал Хуань Вень розпочав наступ на державу Рання Цінь. Чжан Цзо відрядив генерала Ван Чжо на допомогу цзіньському генералу Сима Сюню, який командував у Хуань Веня допоміжними силами, й Ван Чжо надіслав доповідь про те, що Хуань Вень має великі амбіції та веде значне військо. Чжан Цзо запанікував, спробував убити Ван Чжо (втім невдало), й почав збирати велику армію, щоб у разі, якщо Хуань Вень знищить Ранню Цінь, а потім поверне проти Ранньої Лян, опиратись йому, чи хоча б бути здатним утекти. Однак Хуань Вень був змушений повернути назад через відсутність продовольства, і Чжан Цзо атакував Ван Чжо, який після того перейшов на бік Ранньої Цінь.
Трохи згодом проти Чжан Цзо повстали генерали Чжан Гуань і Сун Хунь, які вирішили повернути трон Чжан Яоліну. Довідавшись про це, Чжан Цзо убив Чжан Яоліна, втім повстанці продовжили наступ на столицю Гуцзан, де після їхнього наближення підбурили власне повстання брат Чжан Гуаня Чжан Цзюй і його син Чжан Сун. Чжан Цзо був убитий, а на престол зійшов молодший брат Чжан Яоліна — Чжан Сюаньцзін.